# Elephas beyeri
Elephas beyeri — вимерлий вид карликових слонів зі середнього плейстоцену. Його назвали на честь антрополога Х. Отлі Беєра. Типовий екземпляр був виявлений на острові Кабарруян на Філіппінах, але з того часу втрачений.

## Огляд
Elephas beyeri був карликовим слоном з імовірним приблизним зростом 1,2 м у висоту плечей. Під час назви фон Кенігсвальд припустив, що ці карликові слони були нащадками роду Elephas namadicus (Palaeoloxodon). Фон Кенігсвальд вважав, що ці тварини перейшли з материкової Азії на Філіппіни через сухопутний міст, що з'єднує Тайвань. Це все ще обговорюється, але дослідження 2021 року показало докази такої можливості. Окрім зниклого початкового зразка, ще одне підтверджене відкриття знайдено 2001 року в тому самому місці. Інші можливі скам'янілості знайдено у Вісайських островах і в ряді місць на Лусоні. Але незрозуміло, чи належали вони E. beyeri або E. namadicus через їхню фрагментовану природу та відсутній голотип. Можна навіть стверджувати, що візайські скам'янілості відрізнялися від рас слонів, які живуть у Великому Лусоні.